# Coupe de la Première ligue de soccer du Québec 2022
Navigation
Coupe PLSQ 2019 Coupe L1QC 2023
La Coupe PLSQ 2022 est la 8e édition de la Coupe PLSQ, compétition à élimination directe mettant aux prises les clubs semi-professionnels de la Première ligue de soccer du Québec. Elle est la dernière édition sous l'appellation « Coupe PLSQ », devenant par la suite la  « Coupe Ligue1 Québec ». 
Organisé par Soccer Québec, cette édition regroupe les quatre meilleures équipes de la saison 2022 de la Première ligue de soccer du Québec.
La coupe est jouée à la fin de la saison 2022. Pour La première fois de la compétition, l'édition 2022 n'inclut pas toutes les équipes de la Première ligue, mais seulement les 4 premières places.
La coupe est remportée par l'AS Blainville contre le FC Laval lors de la finale jouée le 22 octobre 2022, au Stade Desjardins.

## Compétition

### Règlement
Les demi-finales et la finale se jouent en match aller seulement. Si le score est encore égal après 90 minutes, le match se poursuit avec une prolongation. Si l'égalité persiste encore après la prolongation, le match se décide par une séance de tirs au but.

## Qualification
Les affrontements sont décidés par le classement général de la saison 2022 de la Première ligue de soccer du Québec. La 1re place affronte la 4e place et la 2e place affronte la 3e.
| Rang | Équipe                  | Pts | J  | G  | N | P | Bp | Bc | Diff |
| ---- | ----------------------- | --- | -- | -- | - | - | -- | -- | ---- |
| 1    | FC Laval                | 53  | 22 | 16 | 5 | 1 | 52 | 13 | +39  |
| 2    | CS Saint-Laurent        | 49  | 22 | 16 | 1 | 5 | 58 | 26 | +32  |
| 3    | AS Blainville           | 44  | 22 | 14 | 2 | 6 | 51 | 23 | +28  |
| 4    | CS Mont-Royal Outremont | 41  | 22 | 12 | 5 | 5 | 36 | 19 | +17  |
| 5    | CS Longueuil            | 38  | 22 | 12 | 2 | 8 | 31 | 37 | -6   |

## Résultats

### Tableau
|  | Demi-finales              | Demi-finales              | Demi-finales           | Demi-finales           |                 |                 | Finale            | Finale            | Finale            | Finale            |
|  |                           |                           |                        |                        |                 |                 |                   |                   |                   |                   |
|  | 15 octobre, Blainville    | 15 octobre, Blainville    | 15 octobre, Blainville | 15 octobre, Blainville |                 |                 | 22 octobre, Laval | 22 octobre, Laval | 22 octobre, Laval | 22 octobre, Laval |
|  | 2 CS Saint-Laurent        | 2 CS Saint-Laurent        | 1                      | 1                      |                 |                 | 22 octobre, Laval | 22 octobre, Laval | 22 octobre, Laval | 22 octobre, Laval |
|  | 2 CS Saint-Laurent        | 2 CS Saint-Laurent        | 1                      | 1                      |                 |                 | 22 octobre, Laval | 22 octobre, Laval | 22 octobre, Laval | 22 octobre, Laval |
|  | 3 AS Blainville           | 3 AS Blainville           | 2                      | 2                      |                 |                 | 22 octobre, Laval | 22 octobre, Laval | 22 octobre, Laval | 22 octobre, Laval |
|  | 3 AS Blainville           | 3 AS Blainville           | 2                      | 2                      | 3 AS Blainville | 3 AS Blainville | 3                 | 3                 |                   |                   |
|  | 15 octobre, Laval         |                           |                        |                        | 3 AS Blainville | 3 AS Blainville | 3                 | 3                 |                   |                   |
|  |                           |                           | 1 FC Laval             | 1 FC Laval             | 1               | 1               |                   |                   |                   |                   |
|  | 1 FC Laval                | 1 FC Laval                | 1 FC Laval             | 1 FC Laval             | 1               | 1               | 2                 | 2                 |                   |                   |
|  | 1 FC Laval                | 1 FC Laval                |                        |                        |                 |                 |                   | 2                 |                   |                   |
|  | 4 CS Mont-Royal Outremont | 4 CS Mont-Royal Outremont | 1                      | 1                      |                 |                 |                   |                   |                   |                   |
|  | 4 CS Mont-Royal Outremont | 4 CS Mont-Royal Outremont | 1                      | 1                      |                 |                 |                   |                   |                   |                   |

### Matchs

#### Demi-finales
| 15 octobre 2022 | FC Laval                                                  | 2 - 1 | CS Mont-Royal Outremont                                           | Stade Desjardins, Laval      |                              |
| 19:00           | Bey · Keita · Kardoussi · Kenguena Sana · Lefèvre · Munoz |       | Oliveri · Campagna · Dias Manini · Fénélon · Lam · Qsiyer · Saada | Arbitrage : Robert D'alesion | Arbitrage : Robert D'alesion |
| 19:00           | Rapport                                                   |       |                                                                   | Arbitrage : Robert D'alesion | Arbitrage : Robert D'alesion |

| 15 octobre 2022 | CS Saint-Laurent                               | 1 – 2 | AS Blainville                                   | Parc Blainville, Blainville               |                                           |
| 20:00           | Boughanmi · Goulet · Lacroce · Rafiq · Sakande |       | Bruce · Cobuzzi · Bandundi · Camara · Khenoussi | Arbitrage : Renzo Paolo Villanueva Tanaka | Arbitrage : Renzo Paolo Villanueva Tanaka |
| 20:00           | Rapport                                        |       |                                                 | Arbitrage : Renzo Paolo Villanueva Tanaka | Arbitrage : Renzo Paolo Villanueva Tanaka |

### Finale
| 22 octobre 2022 | AS Blainville                  | 3 - 1 | FC Laval                              | Stade Desjardins, Laval   |                           |
| 20:00           | El Harchali · Khenoussi · Syla |       | Sissoko · Aristilde · Keita · Lefèvre | Arbitrage : Michael Venne | Arbitrage : Michael Venne |
| 20:00           | Rapport                        |       |                                       | Arbitrage : Michael Venne | Arbitrage : Michael Venne |